# 連邦議会 (オーストリア)
連邦議会（れんぽうぎかい、ドイツ語: Bundesrat）はオーストリア共和国の議会上院。
下院である国民議会と並んで、連邦制である同国の立法を司っている。
ドイツの連邦参議院とは異なり、連邦議会の議員は自由に立候補することができる。議員は採決のさいに協調することができるが、所属会派や出身連邦州ごとで議員の採決行動を制約する規定は存在しない。

## 任務
政治の実務において連邦議会の影響力は極めて限られたものである。これは、連邦議会は国民議会に反対するさいに、たいていの場合は審議を行わないことで法案に対する拒否権を有しているが、国民議会は過半数の賛成で法案を再可決することで連邦議会の対応を待たずに済ませることができるためである。このためごくわずかな例外を除いて、連邦議会はせいぜい法令の公布を先延ばしする程度の影響しか持たない。
連邦議会が絶対的な拒否権を持つ案件は以下のようなものに限られている。
- 連邦州の権限を制限する連邦憲法等の修正
- 連邦議会の権限に関する法令
- 連邦各州独自の活動を規制する国際協定

連邦予算法など法令の中には国民議会で保留されるようなものがあり、この場合連邦議会は審議拒否する権限すら与えられない。

## 構成
連邦州ごとに配分される連邦議会の議席数は、下限を3、上限を12として、国勢調査後にそれぞれの連邦州の人口に応じて連邦大統領が決定する。連邦議会議員は州議会が送り出しており、その州議会の構成を反映するものとなっている。連邦議会議員はドイツの連邦参議院議員とは異なり、その時々の州議会や州政府に対して責任を負っていない（自由委任 freies Mandat）。連邦議会議員は各州議会がそれぞれの任期ごとに選出する。連邦議会議長は連邦州のアルファベット順に、その連邦州の州議会の最大会派に所属する議員が半年ごとに交代する。

### 連邦州・会派ごとの議席数
|                          | 計               |              |                |             |    |    |
| 国民党 (ÖVP)             | 社会民主党 (SPÖ) | 自由党 (FPÖ) | 緑の党 (Grüne) | 無所属 (OF) |    |    |
| 与党                     | 与党             | 野党         | 野党           | 野党        |    |    |
| ブルゲンラント州         | 3                | 1            | 2              | -           | -  | -  |
| ケルンテン州             | 4                | 1            | 2              | 1           | -  | -  |
| ニーダーエスターライヒ州 | 12               | 7            | 3              | 1           | -  | 1  |
| オーバーエスターライヒ州 | 10               | 5            | 3              | 1           | 1  | -  |
| ザルツブルク州           | 4                | 1            | 1              | 1           | 1  | -  |
| シュタイアーマルク州     | 9                | 4            | 4              | 1           | -  | -  |
| チロル州                 | 5                | 3            | 1              | -           | 1  | -  |
| フォアアールベルク州     | 3                | 2            | -              | 1           | -  | -  |
| ウィーン                 | 11               | 1            | 6              | 3           | 1  | -  |
| 合計                     | 61               | 25           | 22             | 9           | 4  | 1  |
| 合計                     | 61               | 47           | 47             | 14          | 14 | 14 |
| 2013年9月時点。          |                  |              |                |             |    |    |

## 批判
連邦議会はその存在意義が議論となっている。世論では、第二院としての機能充実を求める声がある一方で、廃止するべきという意見もある。国民議会の立法を滅多に阻むことなくただ手続きを遅らせるだけというのでは、連邦議会は連邦法を制定するというさいに連邦州を代表するという要求に応えていない状況にあるという批判がある。